# NGC 4458
NGC 4458 is een elliptisch sterrenstelsel in het sterrenbeeld Maagd. Het hemelobject ligt 53 miljoen lichtjaar van de Aarde verwijderd en werd op 12 april 1784 ontdekt door de Duits-Britse astronoom William Herschel. NGC 4458 behoort tot Markarians Ketting, een groep van minstens 7 schijnbaar gealigneerde sterrenstelsels in de Virgocluster.

## Synoniemen
- UGC 7610
- MCG 2-32-82
- ZWG 70.114
- VCC 1146
- PGC 41095